# 韦纳奇 (华盛顿州)
韋納奇（英語：Wenatchee；發音： /wɛˈnætʃiː/）位於華盛州中北部，是美国华盛顿州奇兰县縣治和最大城市。該市的人口在2010年時為31,925人。2012年財務管理局（Office of Financial Management）估計人口為32,400人。該市位於韋納奇河和哥倫比亞河的匯流處，靠近喀斯喀特山脉東部山麓。韋納奇位在哥倫比亞河的西岸，對面即是東韋納奇。韋納奇是韦纳奇-東韋納奇都會統計區的核心都市，包含整個奇蘭和道格拉斯縣（總人口約110,884人），但所謂的「韋納奇地區」通常是指哥倫比亞河中洛磯流域水壩和岩島水壩之間的河岸，包括東韋納奇、岩島市和馬拉加。
該市以以附近的韋納奇族（Wenatchi）來命名，是Sahaptin語中「從深谷流出的河」或「彩虹長袍」的意思。
韋納奇因谷中有許多果園而有「世界蘋果首都」之名。該市有時也被稱為「大西北傳動帶上的釦子」或是「大西北的傳動帶」，比喻哥倫比亞河上眾多的水力發電站。岩島水壩最接近這個「帶」上的中央，也被稱作「釦子」。這個比喻出現在《韋納奇世界報》的每一期上，在別的地方並不常用。
韋納奇是世界首架不著陸飛行橫越太平洋的飛機——「維多爾小姐號」（Miss Veedol）的降落地點。駕駛飛機的克萊德·潘伯恩和休·赫恩頓兩名美國籍飛行員於1931年10月4日，從日本青森縣三澤的淋代海灘起飛，航行了41小時和8,500公里才降落在該市。這次航行使韋納奇和三澤市在1981年結為姊妹市。

## 友好城市
- 日本黑石市
- 日本三泽市
- 俄罗斯滕达
- 德国黑伦贝格
- 韓國羅州市

## 外部連結
- （英文） 韋納奇市 （页面存档备份，存于）
- （英文） 奇兰县機場 （页面存档备份，存于）
- （英文） 韋納奇谷觀光會議事務局 （页面存档备份，存于）
- （英文） 韋納奇谷商會 （页面存档备份，存于）
- （英文） 韋納奇市中心協會 （页面存档备份，存于）
- （英文） 韋納奇谷博物館及文化中心, history museum.
- （英文） 中的“韦纳奇 (华盛顿州)”